# Nyakato (Ilemela)
Nyakato è una circoscrizione urbana (urban ward) della Tanzania situata nel distretto di Ilemela, regione di Mwanza. Conta una popolazione di 82 348 abitanti (censimento 2012).